# Deux Nigauds dans le manoir hanté
Deux Nigauds dans le manoir hanté (The Time of Their Lives) est un film américain réalisé par Charles Barton, sorti en 1946, avec Bud Abbott et Lou Costello.

## Fiche technique
- Titre : Deux Nigauds dans le manoir hanté
- Titre original : The Time of Their Lives
- Réalisation : Charles Barton
- Scénario : Val Burton, Bradford Ropes, Walter DeLeon et John Grant
- Production : Val Burton et Joseph Gershenson Universal pictures
- Musique : Milton Rosen, William Lava et Arthur Lange
- Photographie : Charles Van Enger
- Costumes : Rosemary Odell (robes)
- Montage : Philip Cahn
- Pays d'origine : États-Unis
- Format : Noir et blanc - 1,37:1 - Mono
- Genre : Fantastique, comédie
- Durée : 82 minutes
- Date de sortie : 1946

## Distribution
- Bud Abbott : Cuthbert Greenway / Dr. Ralph Greenway
- Lou Costello : Horatio Prim
- Marjorie Reynolds : Melody Allen
- Binnie Barnes : Mildred Dean
- John Shelton : Sheldon Gage
- Gale Sondergaard : Emily
- Lynn Baggett : June Prescott
- Jess Barker : Thomas Danbury
- Ann Gillis : Nora O'Leary
- Donald MacBride : Lieutenant Mason
- William Hall : Sergent Conners
- Robert Barrat : Major Putnam